# نهر وايت
نهر وايت أو النهر الأبيض هو أحد روافد نهر ميسوري الذي يتدفق 580 ميل (930 كـم)، عبر ولايتي نبراسكا وساوث داكوتا الأمريكية. ينبع الاسم من اللون الأبيض الرمادي للمياه وهو دالة على الرمال المتآكلة والطين والرماد البركاني الذي يحمله النهر. من منبعه بالقرب من حديقة بادلاندز الوطنية. استنزاف حوض تبلغ مساحته حوالي 10,200 ميل مربع (26,000 كـم2)، حوالي 8,500 ميل مربع (22,000 كـم2) في ولاية ساوث داكوتا، يتدفق التيار عبر منطقة ذات تلال قليلة السكان وهضاب والأراضي الوعرة.